# Rakovecká (Brno)
Rakovecká je ulice v Brně, v městské části Brno-Bystrc. Vede v krajní části brněnského území na pravém břehu Brněnské přehrady a je nejdelší ulicí v Brně. Spolu s Obvodovou ulicí představuje její radiální osu směřující severozápadně.

## Popis
Ulice Rakovecká začíná na křižovatce tvaru T ulic Obvodová – Stará dálnice – Rakovecká v místě mimoúrovňového křížení s tramvajovou tratí a vytyčenou trasou staré (Hitlerovy) dálnice. Z tohoto bodu vede ulice v délce 8659 metrů přibližně směrem severozápadním na pravém břehu Brněnské přehrady směrem ke hradu Veveří. Je dominantní pobřežní ulicí Brněnské přehrady. První polovina ulice prochází zastavěným územím, zejména na Rakovci a Kozí horce. Její severozápadní část většinou územím nezastavěným s několika výjimkami (Obora, Nový Dvůr).

## Historie
Ulice vznikla postupnou proměnou v trase staré cesty, jež vedla ve středověku z Brna přes Žabovřesky a dále (okolo hrádku[zdroj⁠?!] Maničky a dnešní ulicí Štursovou) do Komína (okolo hrádku[zdroj⁠?!] Hausperk), Bystrce a dále k hradu Veveří. Není přesně známo, od kdy cesta existovala (např. jako jednoduchá stezka). Nejpozději od počátku 13. století musela existovat jako upravovaná komunikace s propustěmi, mostky a opěrnými zdmi v místech, kde to bylo nezbytné, a pravděpodobně i s upravovaným povrchem. V 19. století byla cesta již upravovaná. Před stavbou přehrady, na konci 30. let 20. století, byla část staré cesty, tehdy již silnice, kvůli jejímu zatopení chystaným jezerem nahrazena novým obchvatem vedoucím pod lokalitou Kamechy, resp. Rakovec a přes pomístní lokality (tratě) Markůvky a Kotoulky. V roce 2019 došlo k pohybu svahu a utržení části vozovky v ulici Rakovecké patrně vlivem nadměrné deponie vytěžené zeminy na ploše nad vozovkou.

## Doprava
Kromě významného automobilového a pěšího provozu po silnici II/384 je ulice obsluhována dopravou tramvajovou (11. dubna 1983, smyčka Rakovecká), autobusovou (1933, resp. 1964) a lodní (5. května 1946). Od roku 1997 vede autobusová linka č. 303 (do 2003 č. 103) z Bystrce do Veverské Bítýšky. Kratší počáteční úsek ulice je také obsluhován tramvajovou tratí s provozem linky 3 a konečnou stanicí Rakovecká, jen málo vzdálená je zastávka tramvaje Přístaviště. V průběhu ulice je zřízeno 11 stanic autobusové linky 303: Rakovecká, Podkomorská, Rakovec, Kozí horka, Rokle, Jelenice, Obora, Lávka Pod hradem, Hrad Veveří, Nové Dvory a U Matky Boží. Úsek ulice pod hradem Veveří provází jako nábřežní tok říčka Veverka v délce 1463 m. Úsek od Nového Dvora po zastávku Hrad Veveří byl v roce 2020 rekonstruován. Dále je ulice obsluhována 4 zastávkami brněnské lodní dopravy (Kozí horka, U kotvy, Rokle a Hrad Veveří). Ulice přirozeně slouží i pěší dopravě, avšak lemována chodníky (nesouvisle a oboustranně i jednostranně) je v podstatě jen v průběhu ulice zastavěným územím, a to v rozsahu mezi počátkem ulice a křižovatkou s ulicí Podkomorskou, a dále v úseku Rakovec – Kozí horka a v úseku u Obory.

## Stavby
Stavby podél ulice Rakovecké netvoří až na nepatrné výjimky souvislou uliční frontu. Při jejím průběhu je několik významných veřejných i soukromých staveb. Nejvýznamnější je přitom nepochybně hrad Veveří (z přelomu 12. a 13.  století), dále budova někdejší výletní restaurace na Rakovci, budova někdejší rakovecké myslivny, rekreační dům/chata stavitele a architekta Václava Dvořáka na Rakovci či hostinec Karla Jeřábka na Oboře.

## Galerie

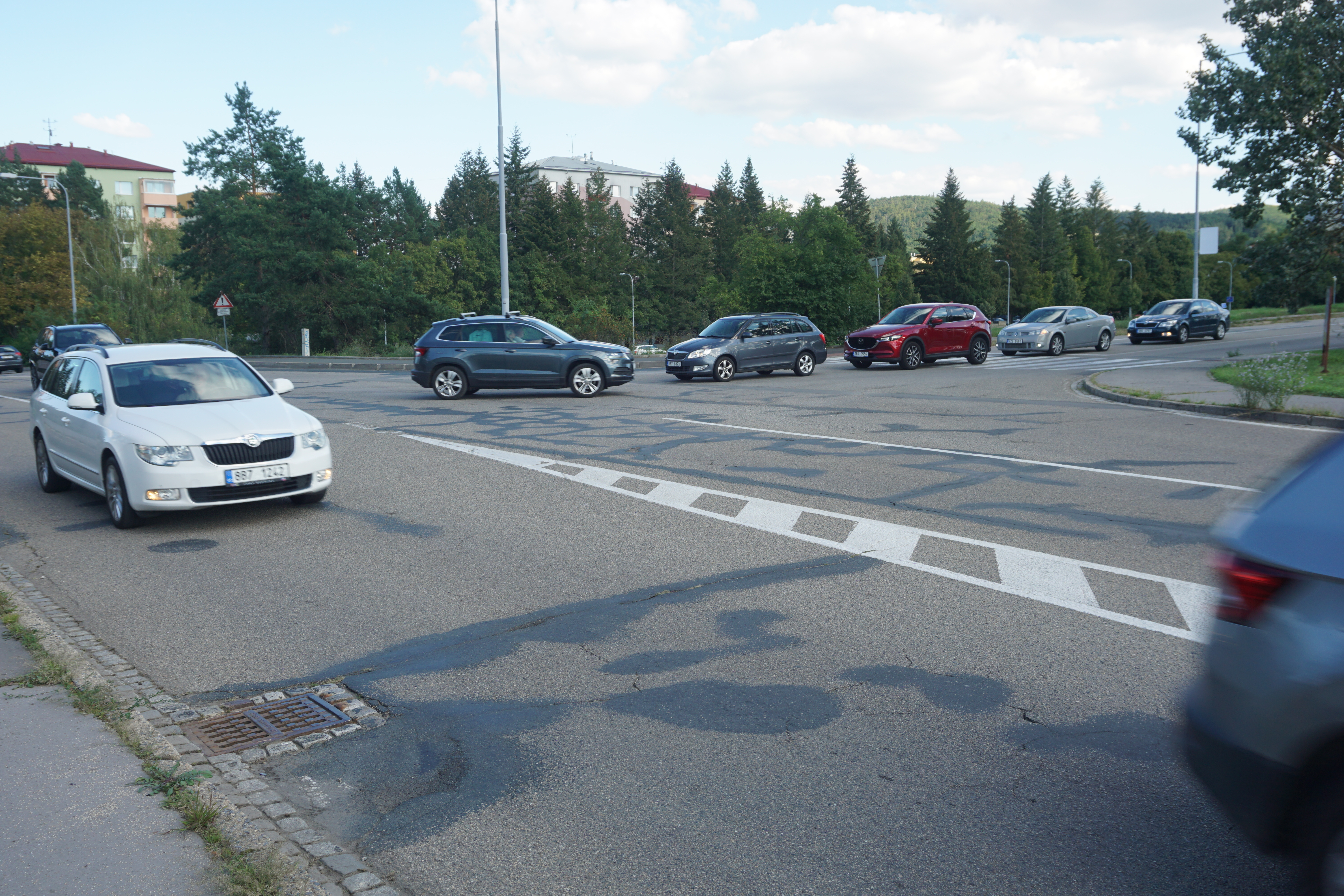
Počátek ulice, křižovatka se Starou dálnicí
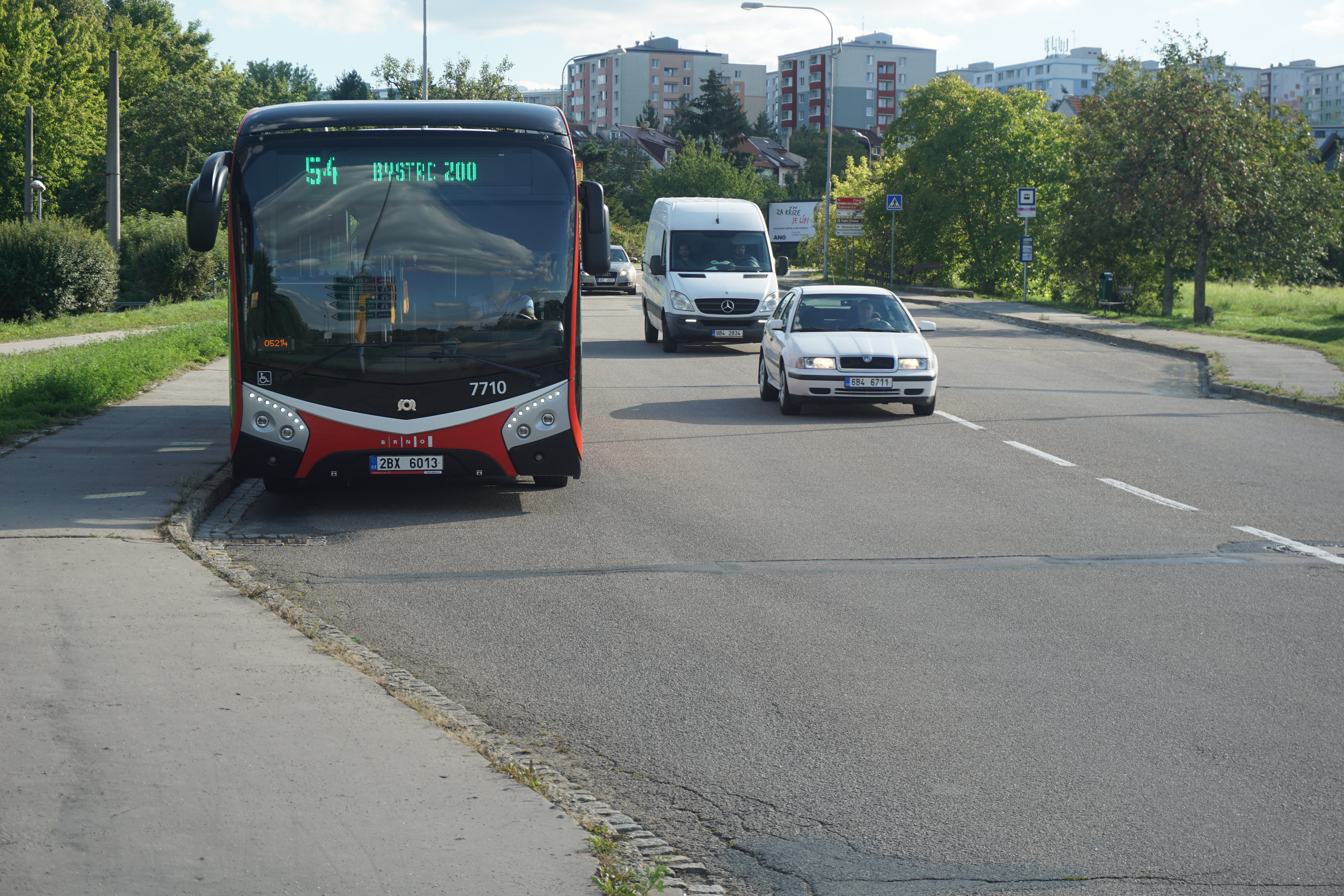
Přestupní uzel zastávek tramvají a autobusů
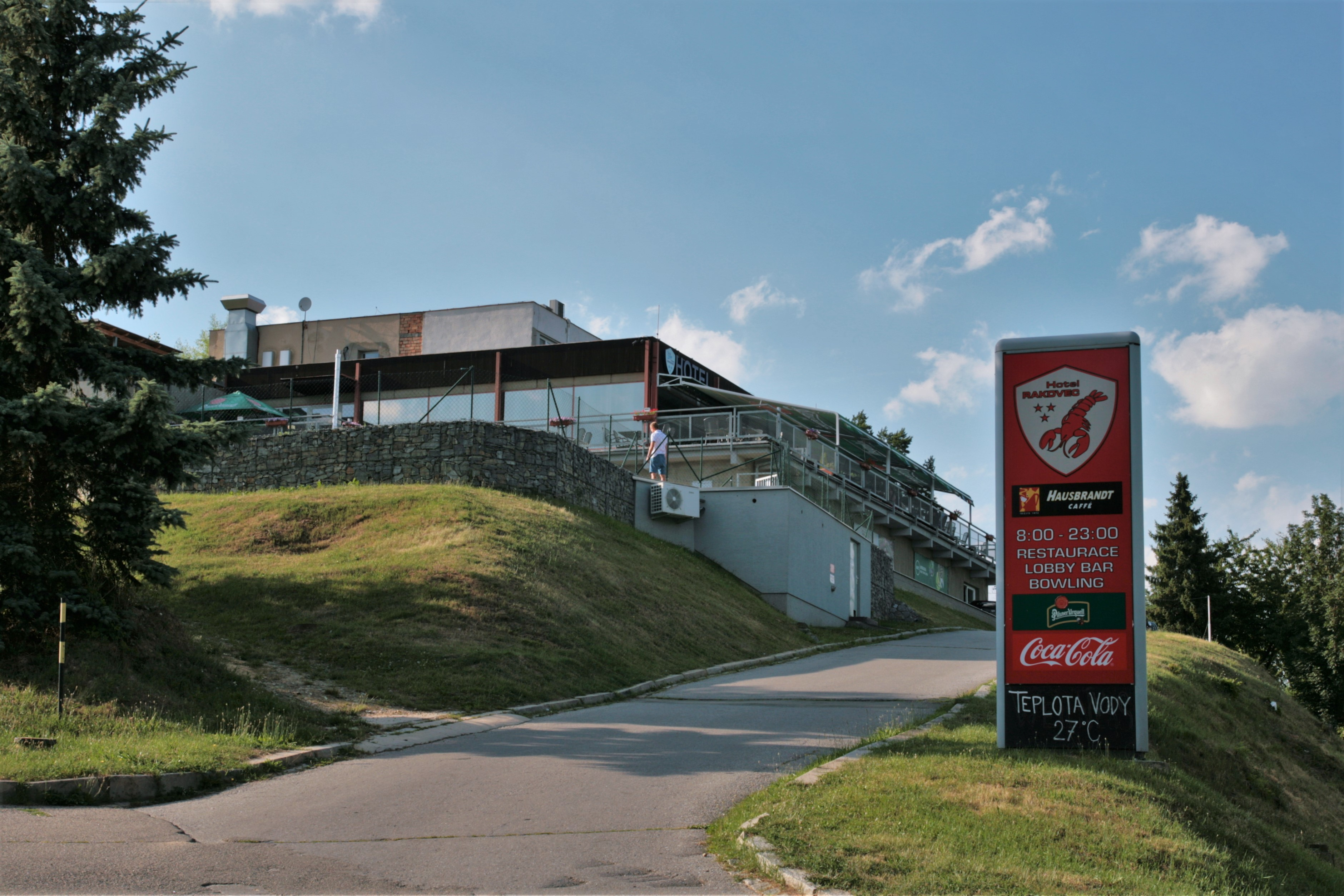
Uliční fronta Rakovecké při hotelu Rakovec
Pohled z ulice Podkomorské na úsek Rakovecké a společnou křižovatku
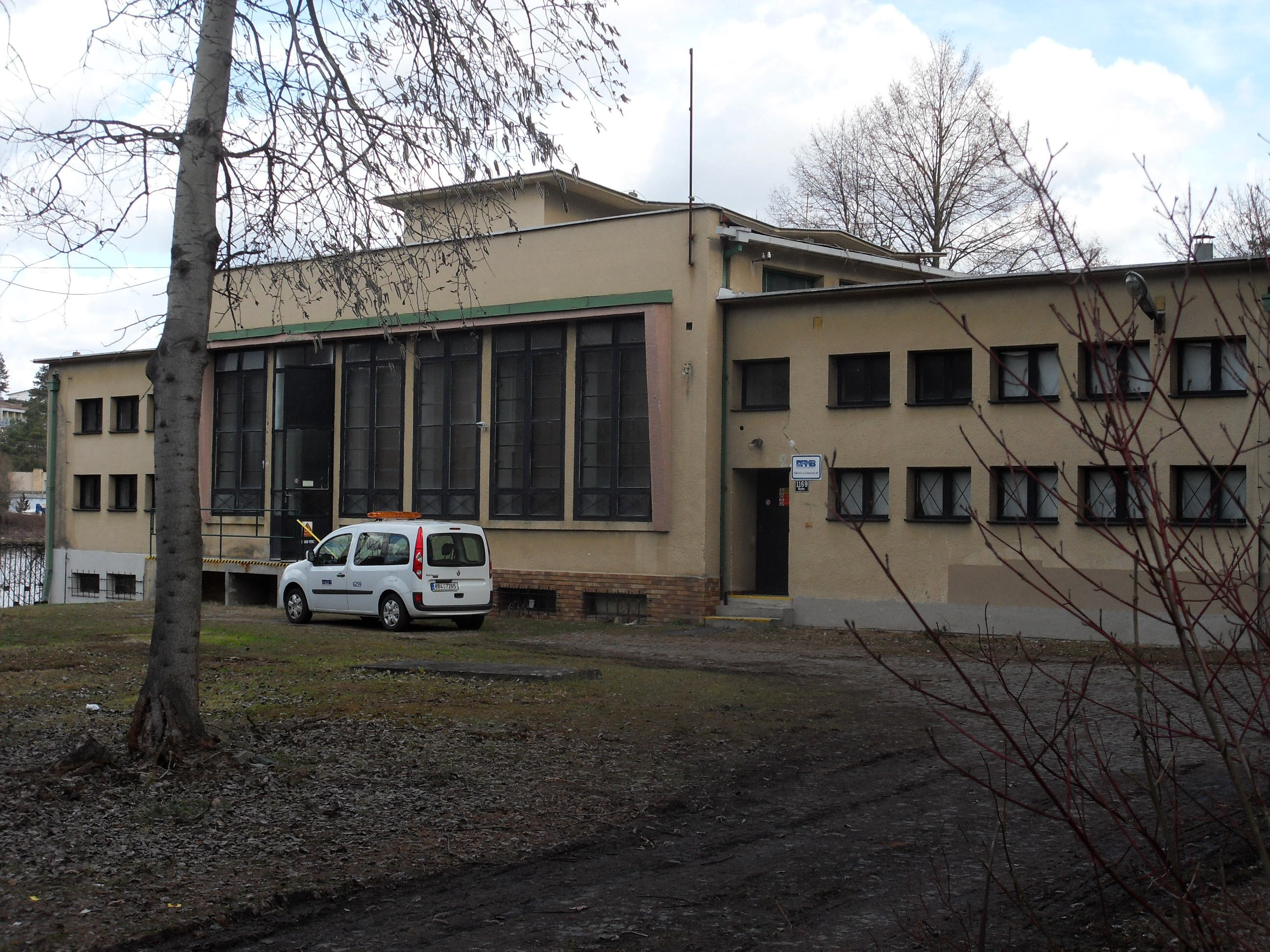
Měnírna DPMB, Rakovecká 20 (původně určená pro chystaný trolejbus)
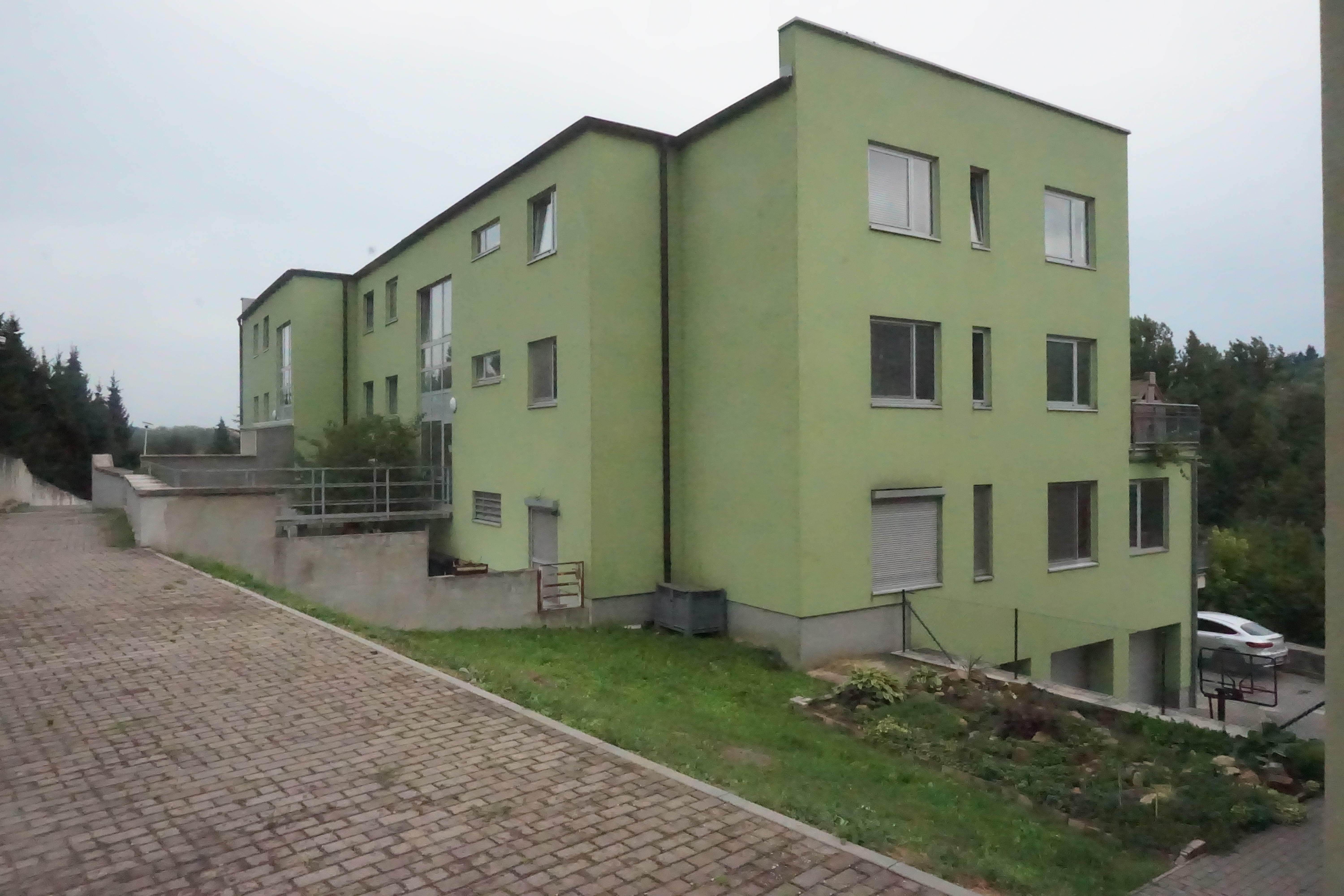
Bytové domy Rakovecká 13a (nad Lagunou)
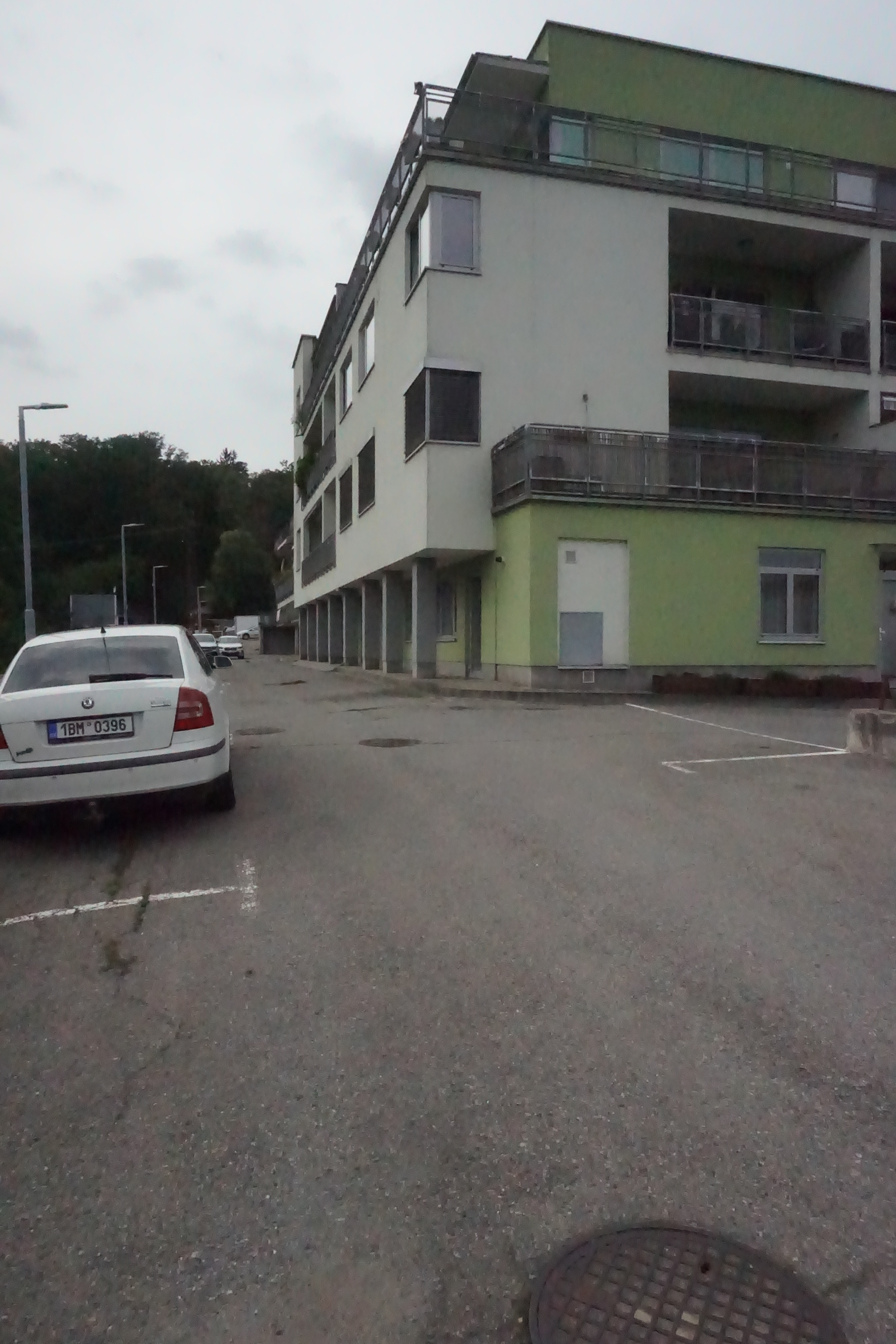
Bytové domy Rakovecká 13a (nad Lagunou)
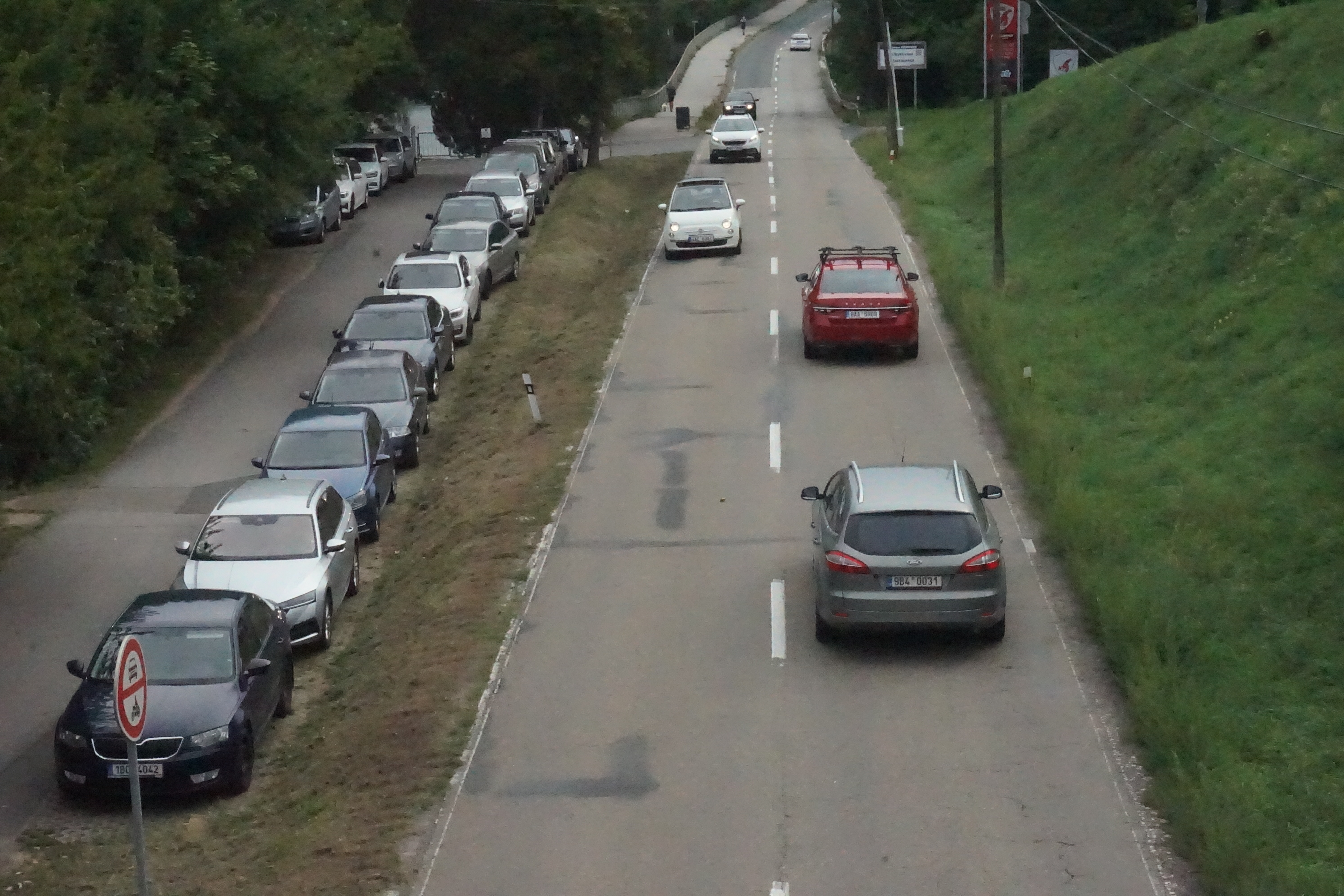
Úsek ulice pod hotelem Rakovec
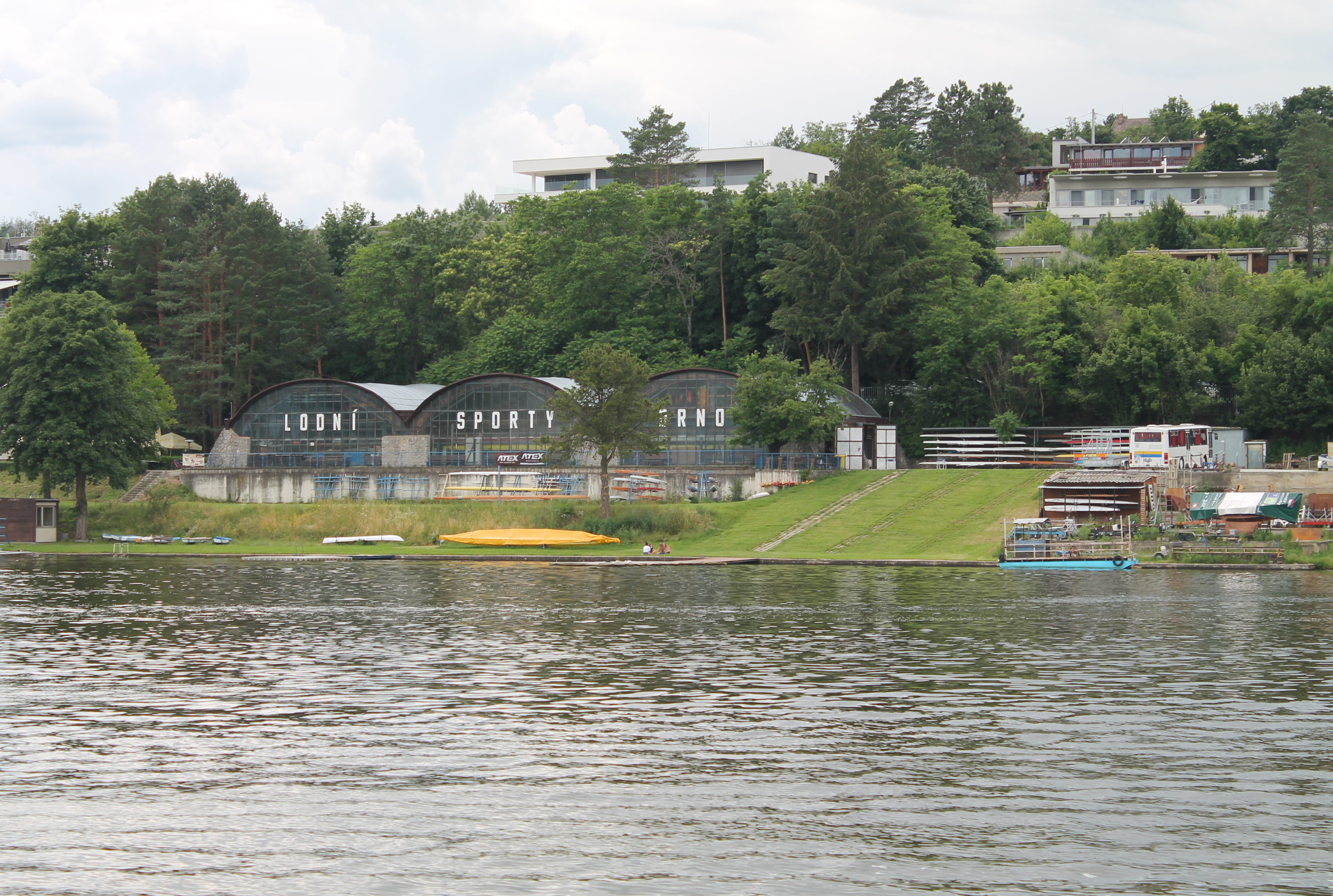
Úsek ulice před Kozí horkou
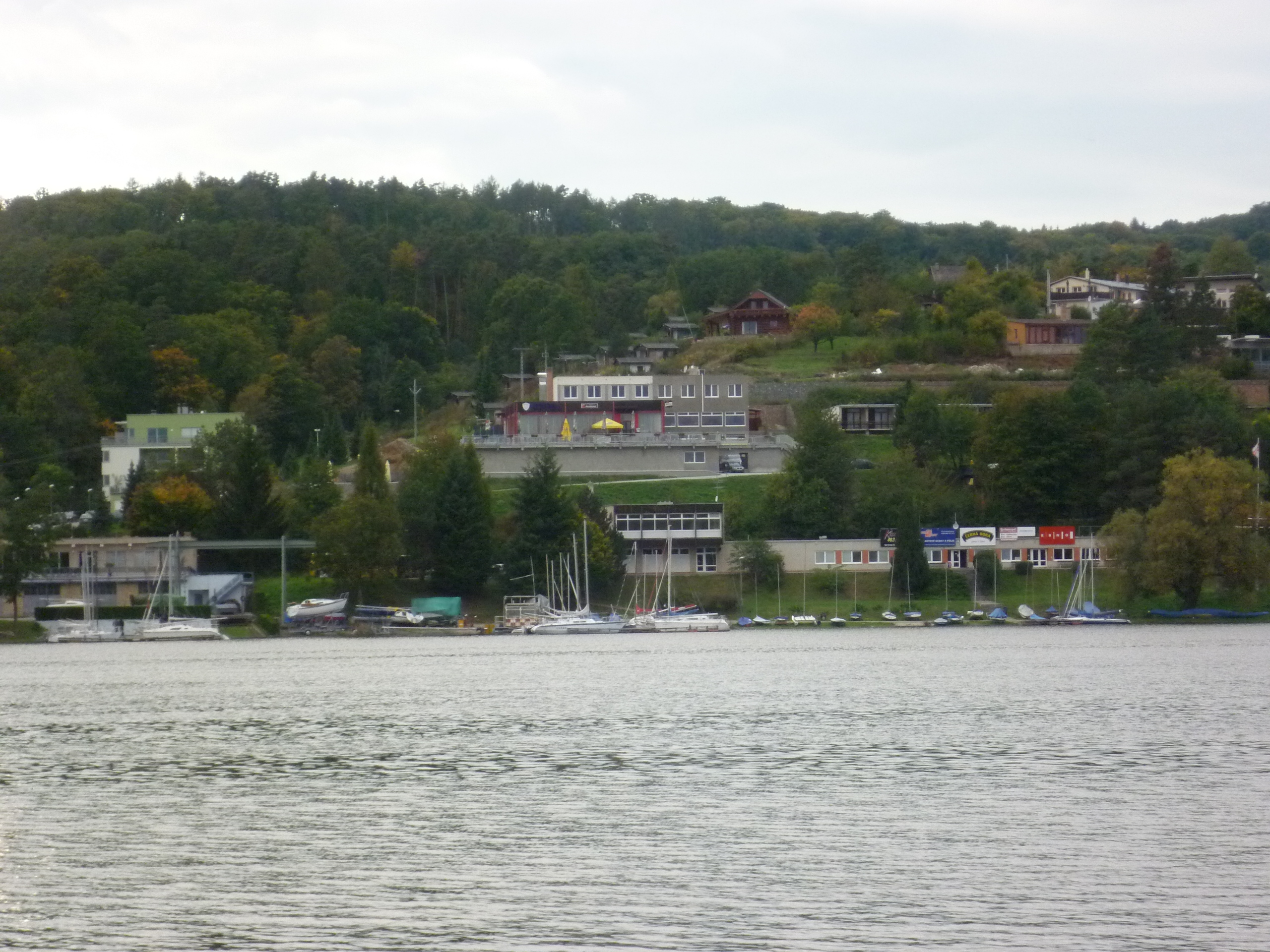
Bytové domy Rakovecká 13 a 13a a Námořní jachting
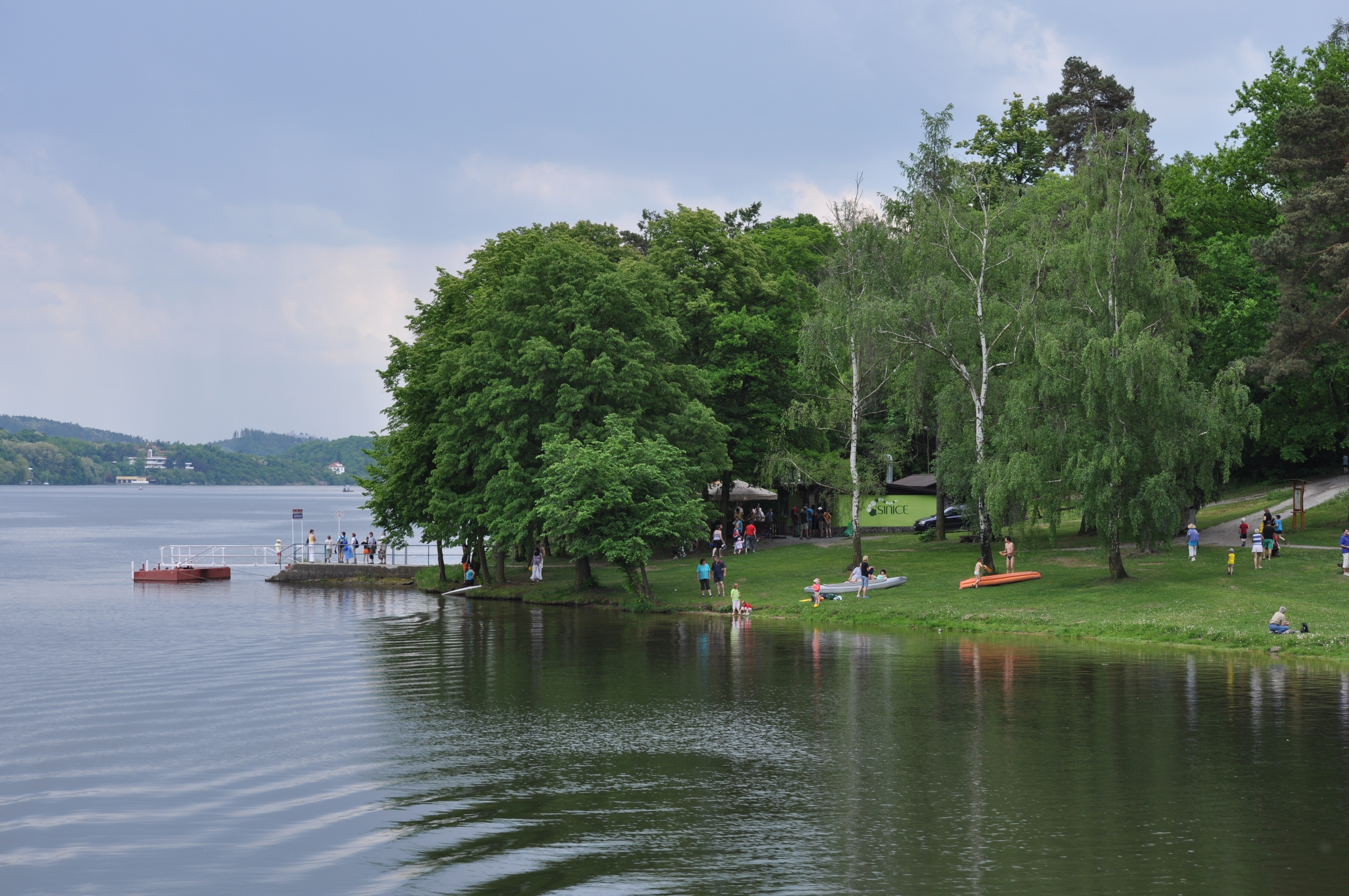
Pobřežní partie Rakovecké se starým přístavem Kozí horka
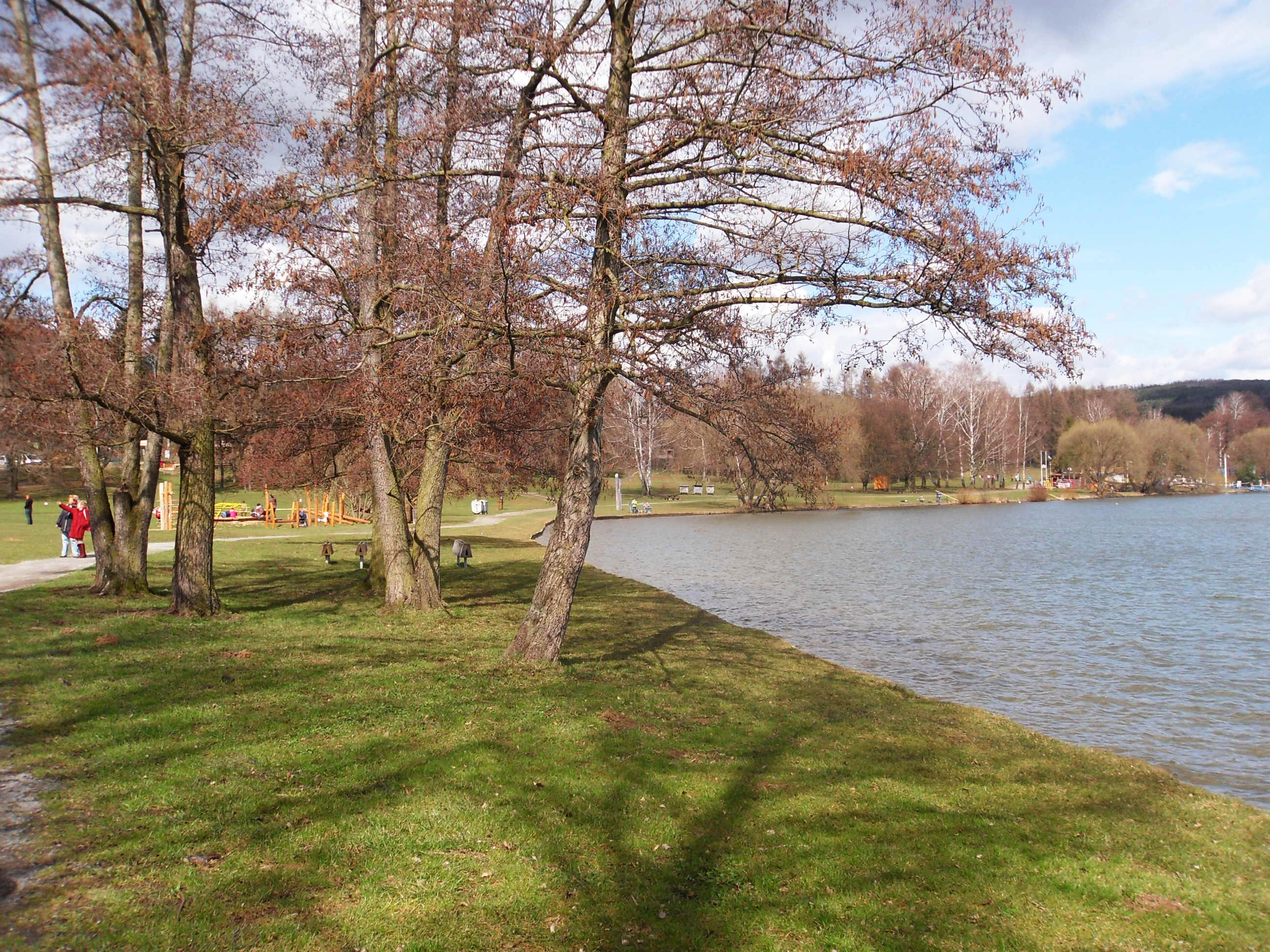
Parková úprava pobřežní partie Rakovecké na Kozí horce – travnatá pláž
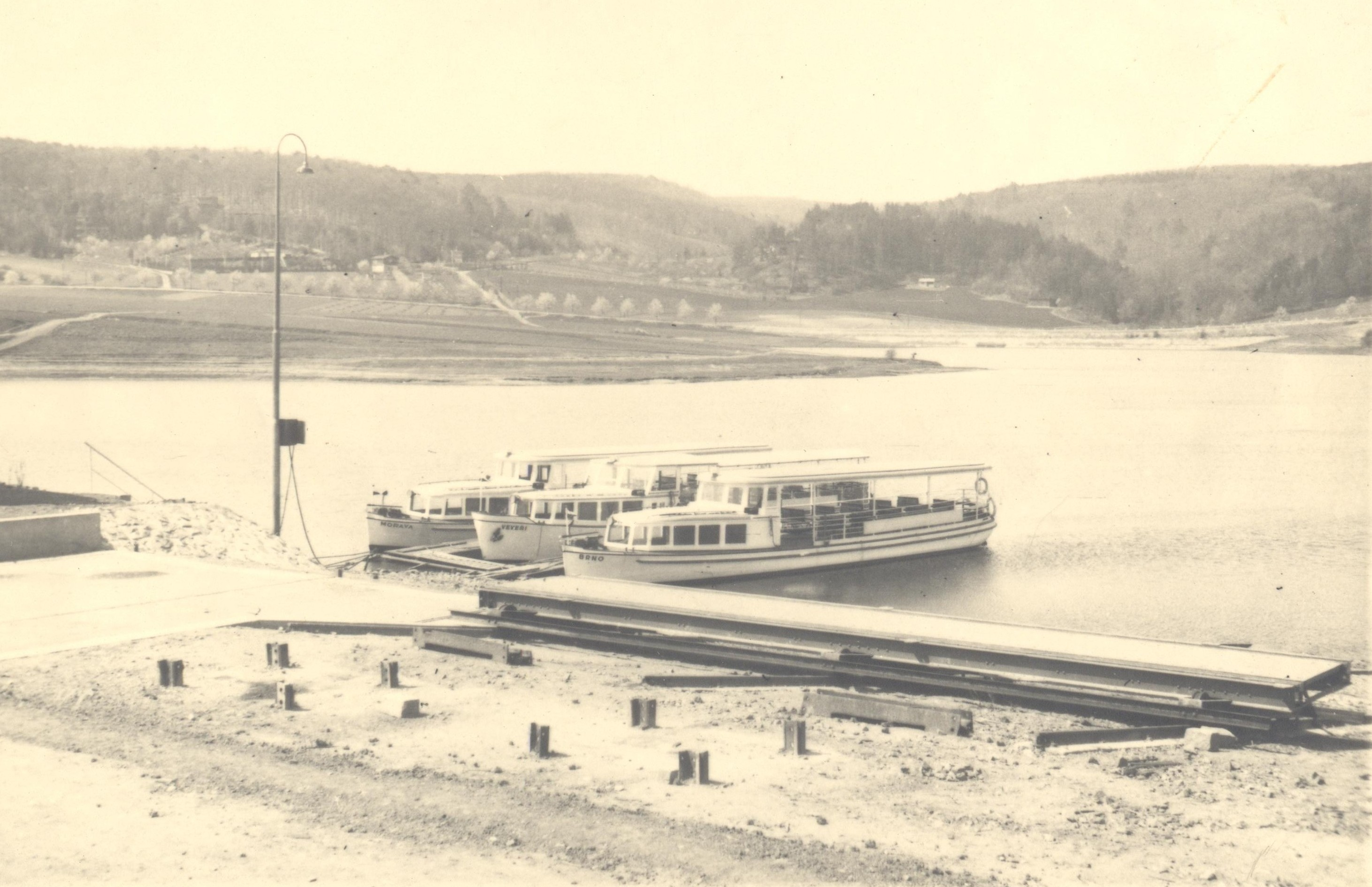
Historický snímek z počátků ulice Rakovecké
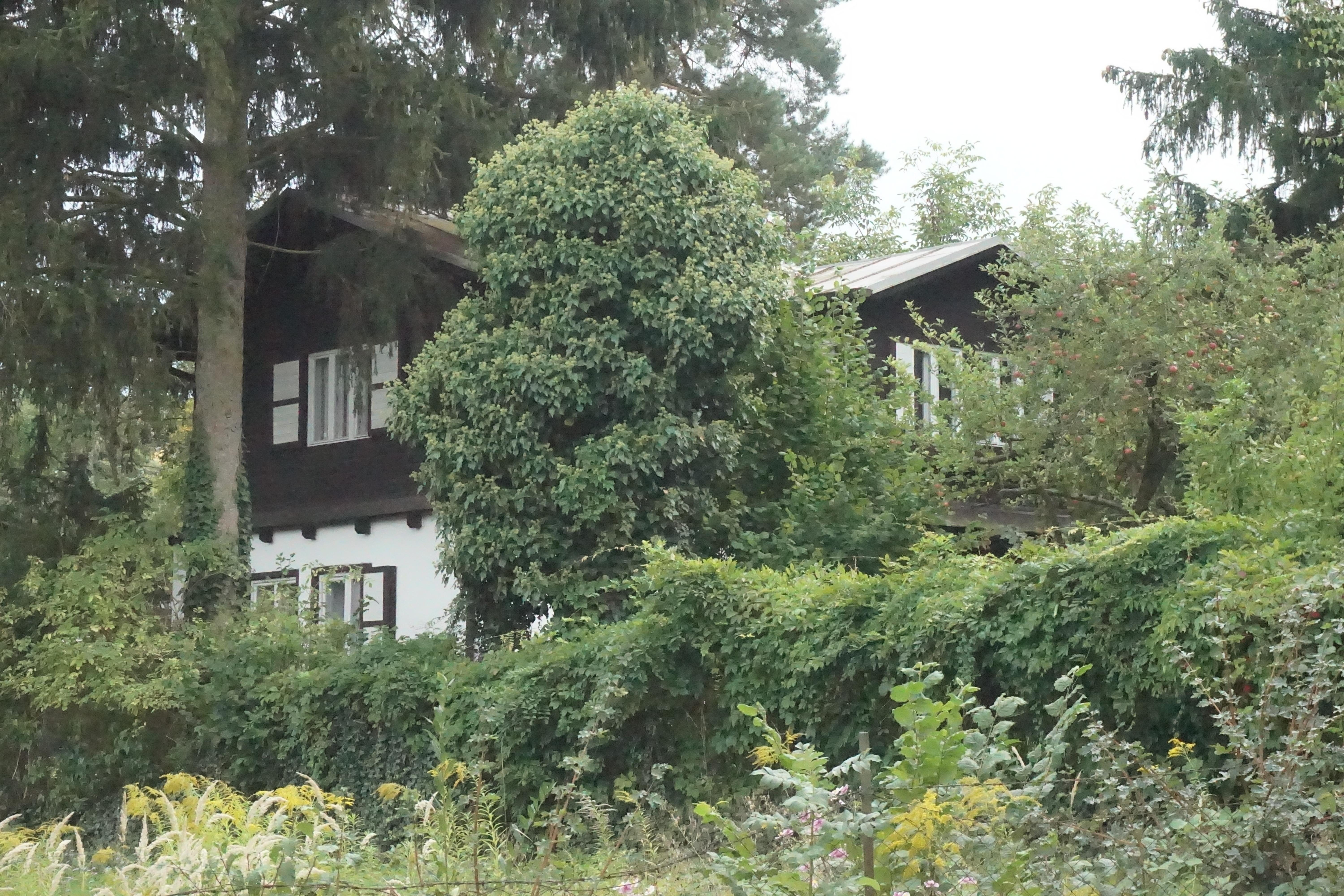
Typická rekreační vila Rakovecká 61
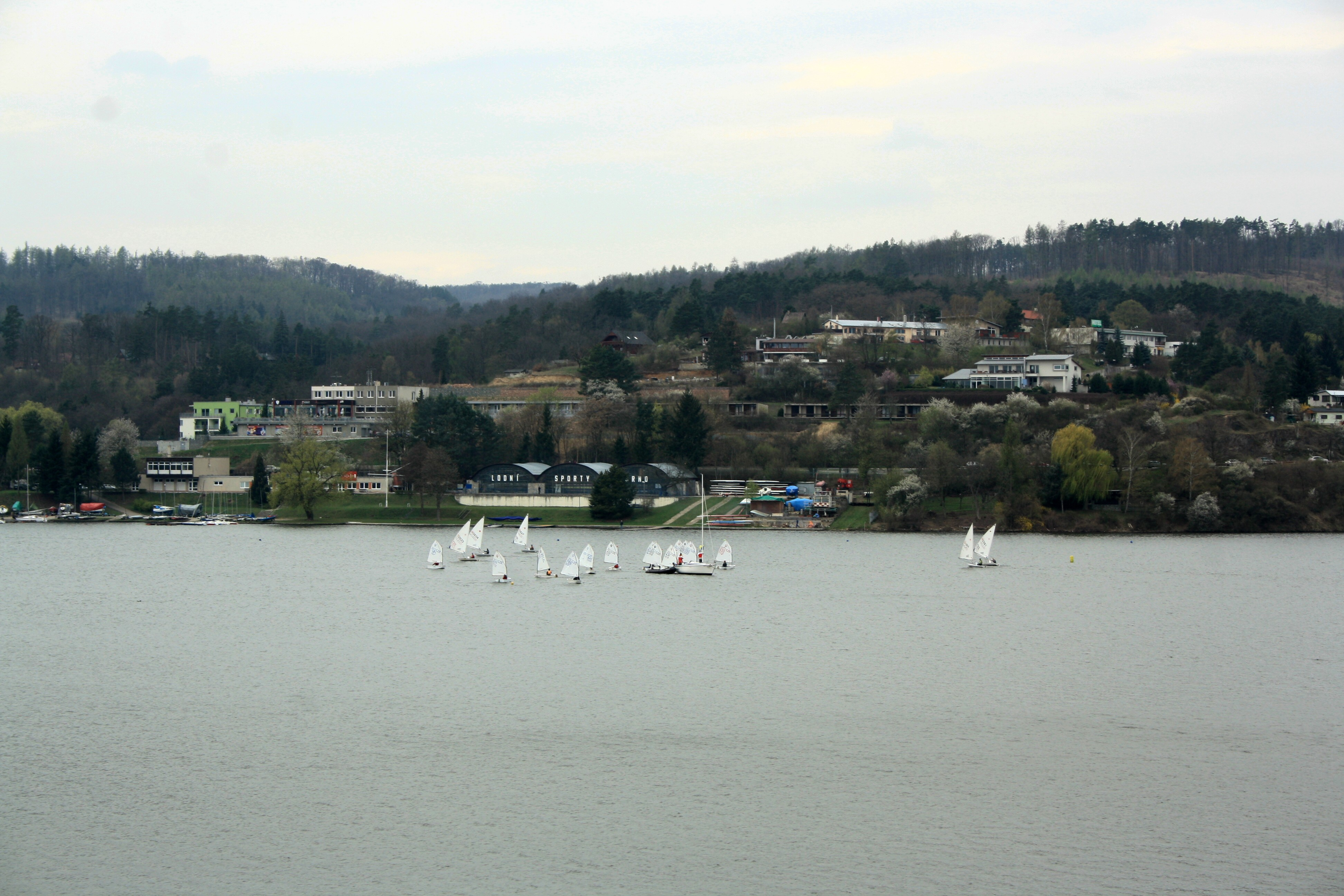
Pobřežní partie ulice Rakovecká (Kozí horka)
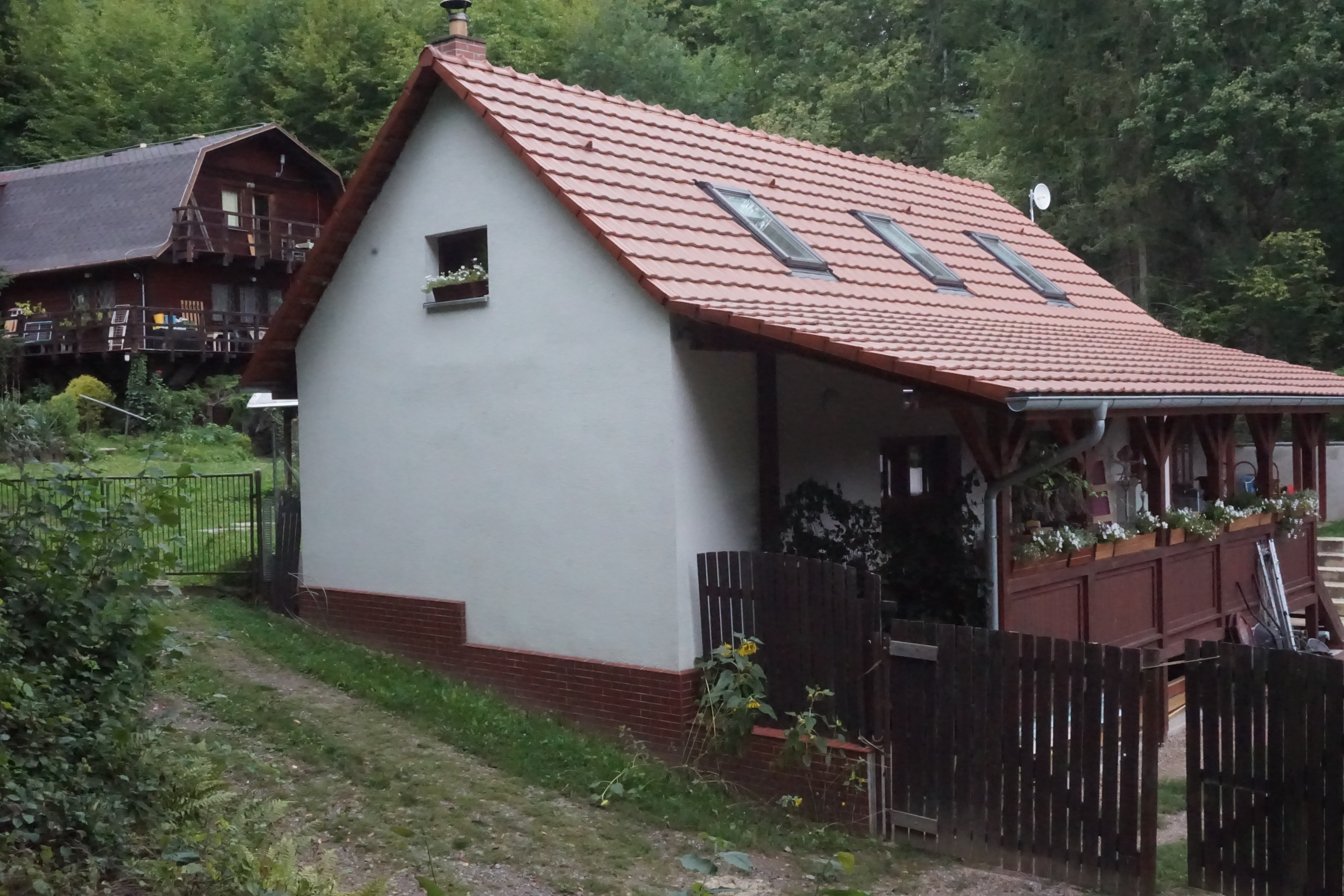
Kozí horka, dům rodinné rekreace
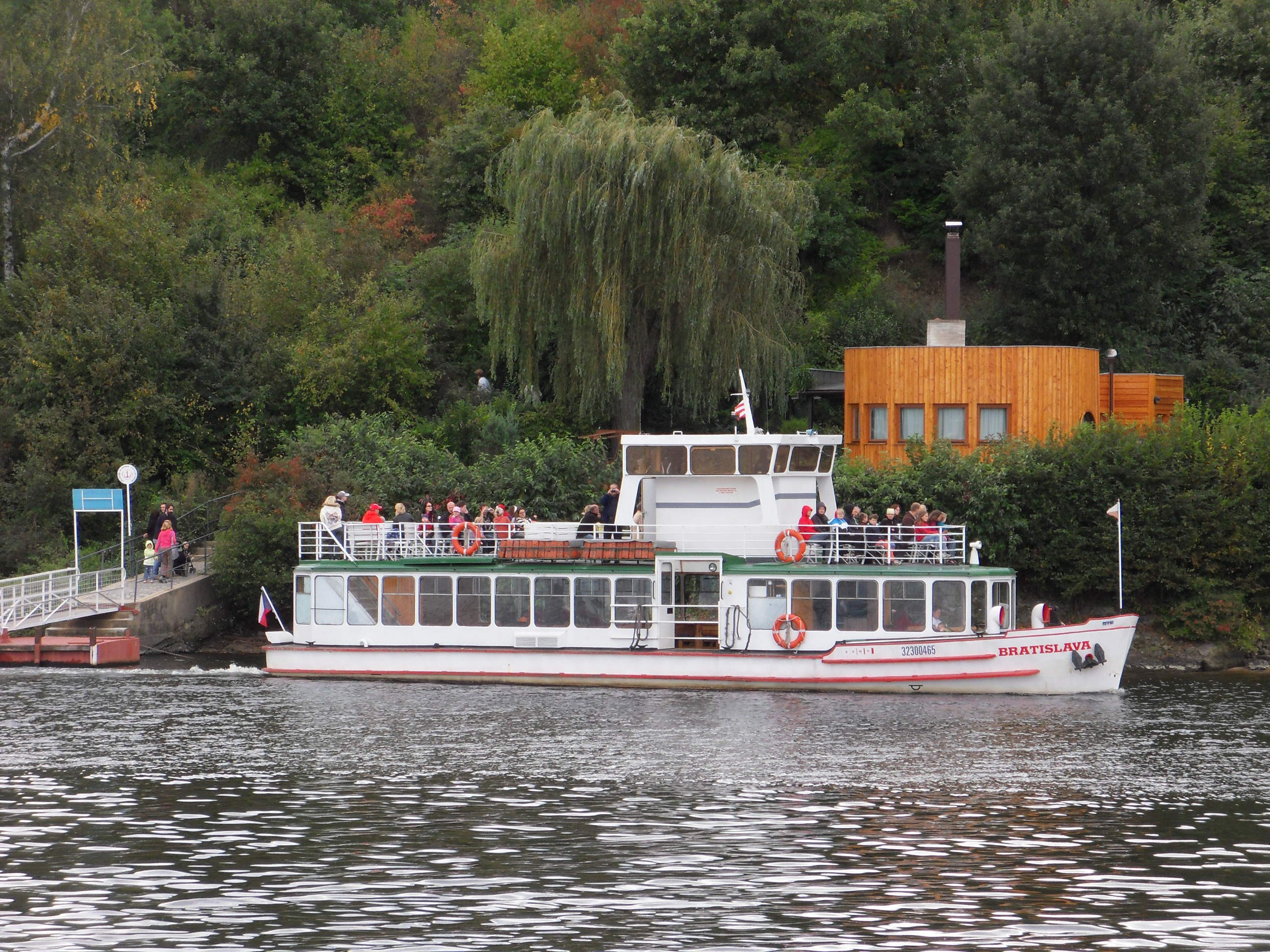
Starý přístav Kozí horka
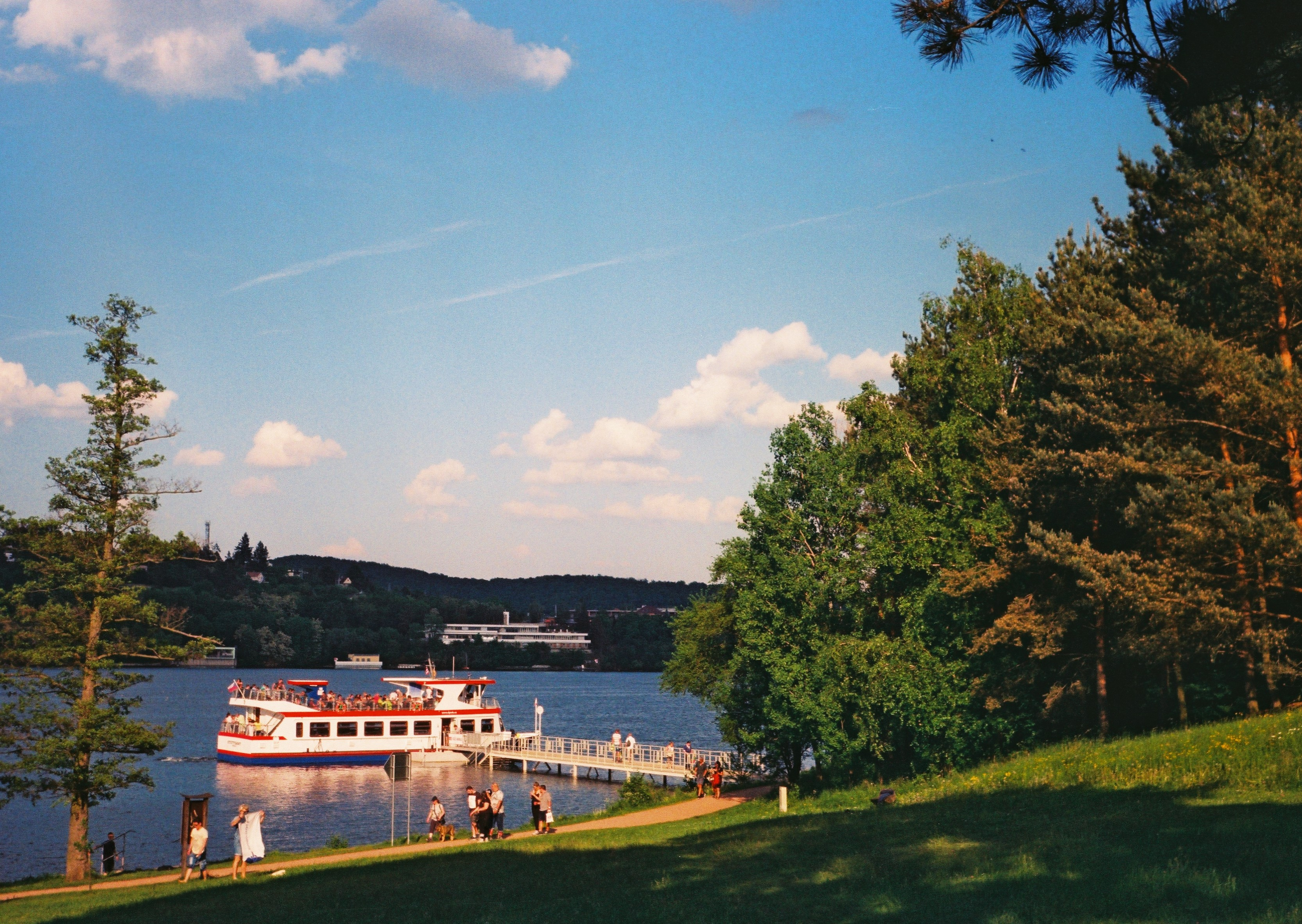
Nový přístav Kozí horka
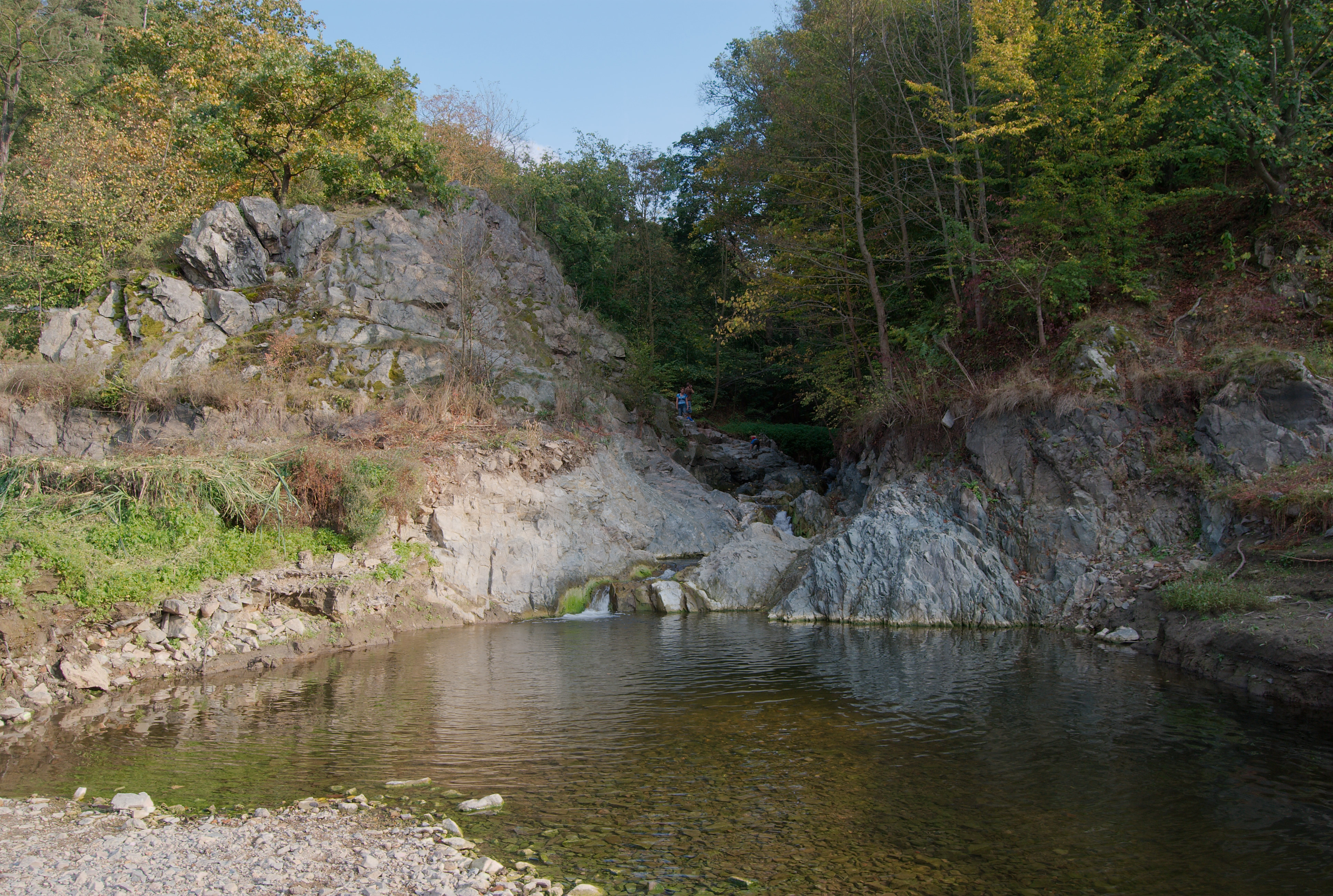
Jezírko pod hradem a ústí Veverky
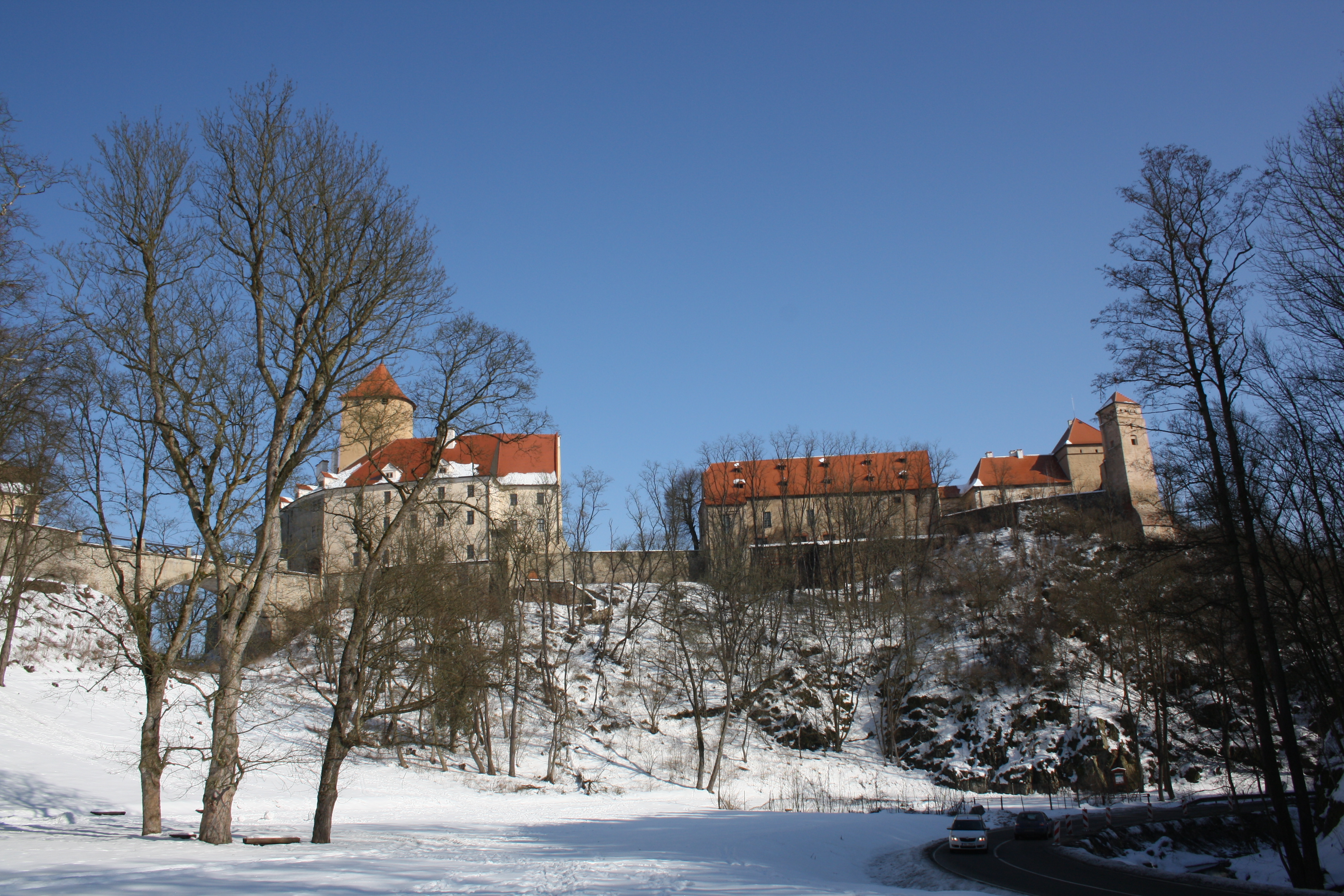
Úsek ulice pod hradem Veveří